# Mercedes-Benz W112

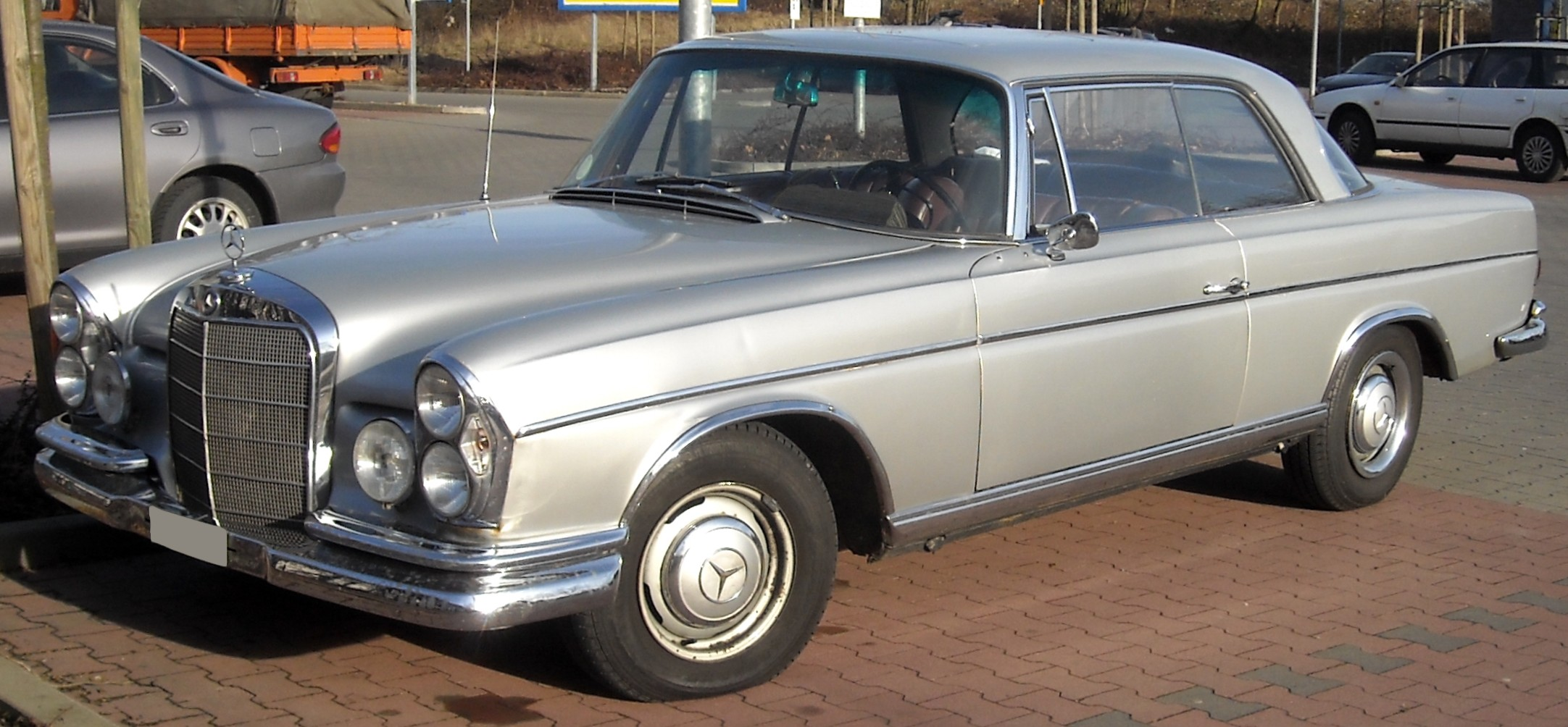
Mercedes-Benz 300 SE Coupe (W112c)

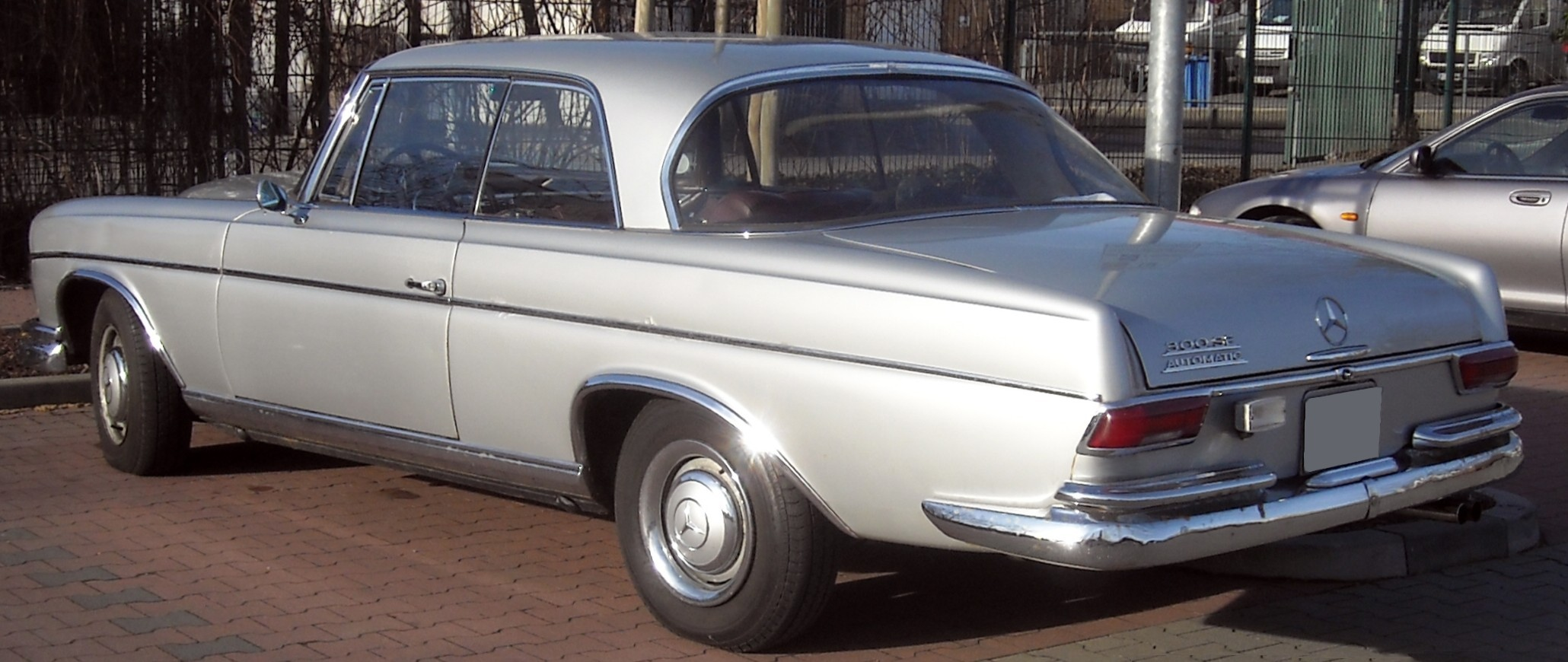
Mercedes-Benz 300 SE Coupe (W112c)

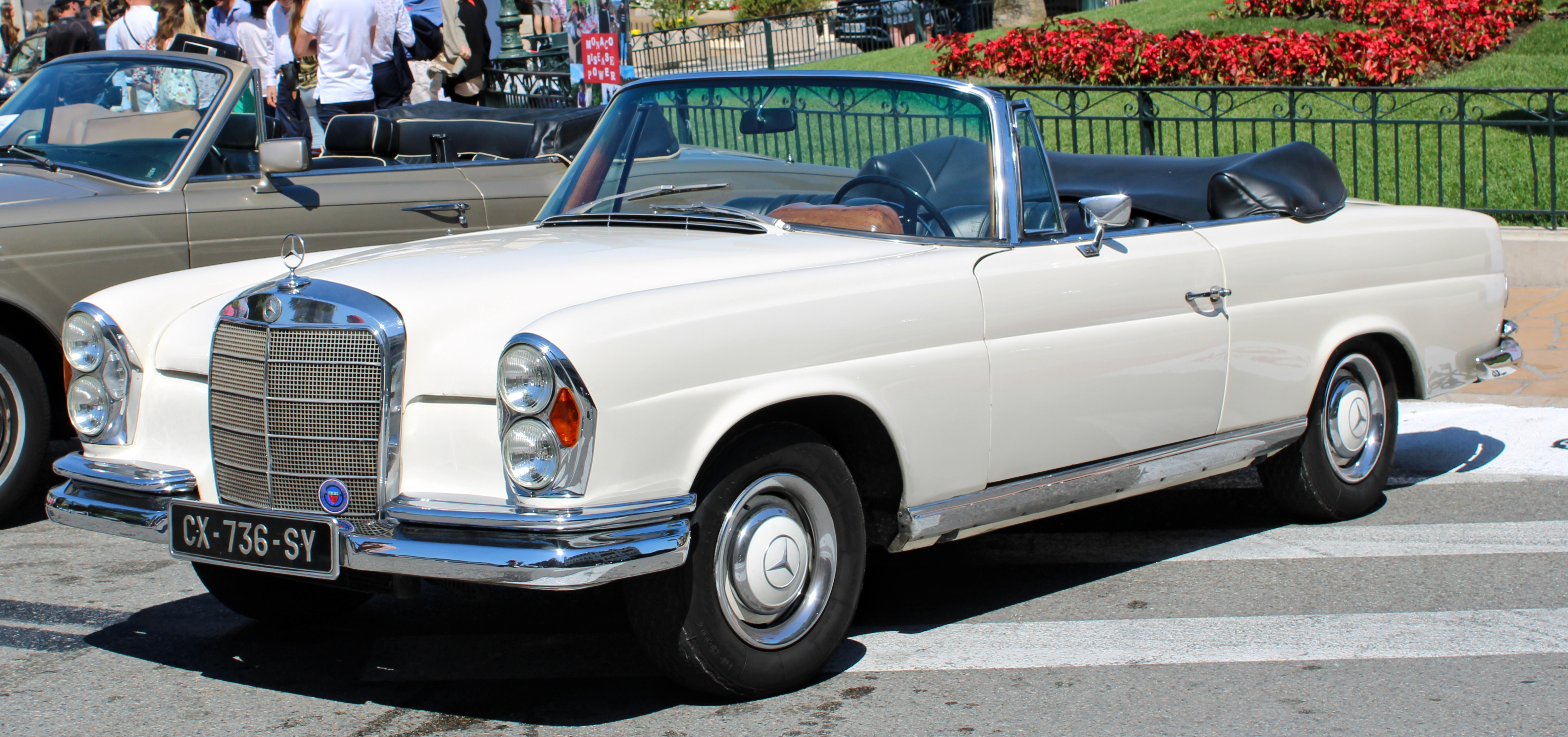
Mercedes-Benz 300 SE Cabriolet (W112c)

Mercedes-Benz W112 — найскладніша з погляду техніки й технології модель так званої серії плавників компанії Mercedes-Benz, що виготовлялася з 1961 по 1967рр.

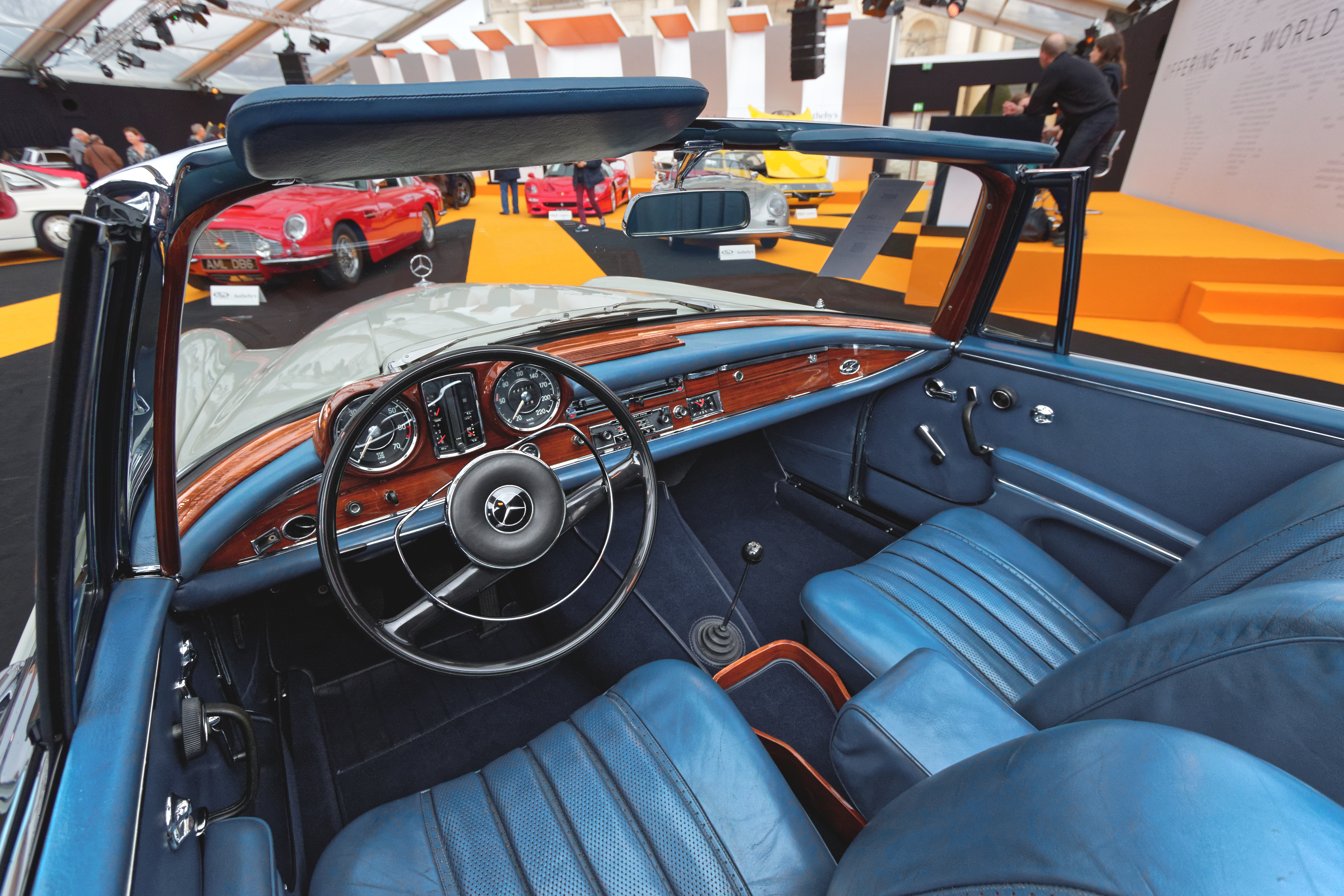

Офіційна назва автомобіля Mercedes-Benz 300 SE, який існує в трьох варіантах седан, купе і кабріолет.
Всі 112-ті моделі засновані на платформі W111; зовні він відрізняється від даної серії тільки більш широким застосуванням хромованої обробки, а також салоном з більш високою якістю інтер'єру з застосуванням шкіри й благородних порід деревини; технічно — інжекторним шестициліндровим двигуном M189 з великим блоком циліндрів і робочим об'ємом 3.0 літри, пневмопідвіскою, гідропідсилювачем керма й автоматичною коробкою передач, дисковими гальмами всіх коліс, а також диференціалом на задній осі.
Всього за час виробництва було випущено 5202 автомобілів в кузові седан, 2419 купе, 708 кабріолетів і тисячі п'ятсот сорок шість з подовженою колісною базою.

## Двигун
- 2996 cc M189 I6 170 к.с. при 5000 (5400 з 1964р,) об/хв, 249 Нм, при 4000 об/хв